# Sergio Chiamparino
Sergio Chiamparino (Moncalieri, 1º settembre 1948) è un politico italiano, sindaco di Torino dal 2001 al 2011 e presidente della Regione Piemonte dal 2014 al 2019. È stato inoltre deputato durante la XIII legislatura.

## Biografia

### Studi e inizi
Sergio Chiamparino è nato nel 1948 a Borgo Mercato di Moncalieri. Il padre Primo era camionista, poi diventato operaio, mentre la madre Elena faceva la segretaria in una piccola azienda in via Vassalli Eandi.
Dopo il diploma all'Istituto Tecnico Commerciale "Germano Sommeiller" di Torino si è laureato in scienze politiche all'Università degli Studi di Torino. Qui ha svolto la sua attività come ricercatore fino al 1975, anno in cui ha intrapreso la carriera politica presso il suo comune nativo, Moncalieri. Nel 1974 ha svolto inoltre il servizio militare negli Alpini.
Dal Partito Comunista Italiano Chiamparino ha fatto un percorso politico che, tramite il Partito Democratico della Sinistra e i Democratici di Sinistra, lo ha portato al Partito Democratico.
È tifoso del Torino Calcio.

### Incarichi nazionali nel Partito Democratico
Nel 2007 è nominato Responsabile Nazionale Riforme nella Segreteria Nazionale del Segretario Walter Veltroni nel Partito Democratico; è nominato Ministro per le riforme per il federalismo nel Governo ombra del Partito Democratico, ruolo che ricopre dal 9 maggio 2008 al 21 febbraio 2009. È stato inoltre, sino al termine del mandato di Sindaco di Torino, presidente nazionale dell'ANCI e coordinatore dei Sindaci delle Città metropolitane.
Dal 24 febbraio 2009 il Segretario del PD Dario Franceschini (già Vicesegretario di Veltroni nominato leader del Pd dopo le sue dimissioni dalla Segreteria nazionale) lo nomina Responsabile nazionale Riforme nella nuova Segreteria di partito.
Tra il 2012 e il 2014 è presidente della Compagnia di San Paolo.

## Incarichi amministrativi

### Sindaco di Torino
Nel marzo del 2001, in occasione delle elezioni comunali a Torino, Chiamparino viene chiamato dal suo partito a sostituire il candidato di centro-sinistra Domenico Carpanini, già vice e fedelissimo del sindaco uscente Valentino Castellani, morto improvvisamente pochi giorni prima a causa di un'emorragia cerebrale mentre era impegnato in un dibattito elettorale con lo sfidante di centro-destra Roberto Rosso.
Chiamparino, con le elezioni ormai alle porte, riesce in pochissimo tempo ad organizzare un'efficace campagna elettorale, che lo porta a vincere al ballottaggio contro Rosso con il 52,8% dei voti; durante i festeggiamenti per la vittoria, il neo-sindaco si presenta con una maglietta bianca con la foto di Carpanini e la scritta "Questa vittoria è per te".
Nel 2006 viene riconfermato sindaco, vincendo nettamente al primo turno con il 66,6% dei voti (senza quindi passare per il ballottaggio) contro il candidato del centro-destra, l'ex ministro Rocco Buttiglione, che raccoglie meno del 30% delle preferenze.
La sua amministrazione comunale, caratterizzata dalla preparazione e gestione dei XX Giochi olimpici invernali, di cui il suo predecessore Castellani aveva ottenuto lo svolgimento a Torino, e delle relative opere (tra cui la nuova metropolitana), ha riscosso grande popolarità. Nel 2004 la sua Giunta ha vissuto una fase di pubblicità negativa a causa della cattiva gestione da parte di una cooperativa delle esumazioni al Cimitero Monumentale della città. Dopo quattro anni di indagini, il 3 gennaio 2008 l'inchiesta sul cosiddetto "scandalo esumazioni" del Cimitero Monumentale di Torino viene archiviata.
Sotto la sua amministrazione viene inoltre inserita nel PRG (2002-2005), deliberata (2008), avviata (2009) e completata (2011) la costruzione dello Juventus Stadium, preceduta dalla demolizione dello Stadio delle Alpi, che si trovava in precedenza nella stessa posizione; si tratta del primo caso in Italia di impianto calcistico di proprietà di un club e nello specifico della stessa società che lo impiega per le proprie partite casalinghe (situazione molto comune, invece, ad esempio, nel Regno Unito e in Spagna).
Sul piano economico, mentre Castellani aveva cercato di alleviare la dipendenza economica e di immagine del capoluogo piemontese dalla FIAT (la cosiddetta "monocultura industriale") promuovendo lo sviluppo in altri settori, principalmente il terziario e le attività culturali, ottenendo scarsi risultati, Chiamparino cercò di riportare l'attenzione sul ruolo dell'industria automobilistica nell'economia cittadina.
Nel 2008, il quotidiano finanziario Il Sole 24 Ore ha pubblicato i risultati di un sondaggio sull'indice di gradimento degli elettori nei confronti dei sindaci dei capoluoghi di provincia italiani. In questa classifica Chiamparino è al primo posto, con un consenso stimato al 75%, assieme al sindaco di Verona Flavio Tosi e al sindaco di Reggio Calabria Giuseppe Scopelliti (quest'ultimo dal 30 marzo 2010 Presidente della Regione Calabria). Nello stesso sondaggio Governance Poll del 2011, Chiamparino si riconferma uno dei sindaci più apprezzati d'Italia, piazzandosi al secondo posto dietro al sindaco di Firenze Matteo Renzi e seguito dal sindaco di Salerno Vincenzo De Luca. Nel 2011, alla scadenza del secondo mandato, esprime il proprio sostegno alla candidatura a suo successore con il centro-sinistra di Piero Fassino, che il 16 maggio gli succederà a Palazzo Civico.

### Presidenziali 2013 e Presidente della Regione Piemonte
A sorpresa, il 18 aprile 2013, in occasione del primo scrutino dell'elezione del Presidente della Repubblica, l'ala "renziana" del PD lo individua come proprio candidato di bandiera (in contrapposizione al candidato ufficiale, l'ex presidente del Senato Franco Marini, appoggiato anche dal PdL, Scelta Civica e, in un secondo momento, anche da Fdi) ottenendo 41 voti nel primo scrutino, emergendo come il terzo candidato più votato dopo Marini stesso (521 voti) e il candidato del Movimento 5 Stelle e Sinistra Ecologia Libertà Stefano Rodotà (240). Caduta subito la candidatura di Marini, votato anche al secondo scrutinio, ottiene 90 voti.
Candidato dal centro-sinistra alle elezioni regionali del Piemonte del 2014, viene eletto Presidente della Regione il 26 maggio con quasi il 47% dei voti, mentre l'avversario di centro-destra Gilberto Pichetto Fratin riceve solo il 22% dei voti..
Il 31 luglio 2014 viene eletto all'unanimità presidente della Conferenza delle Regioni e delle Province Autonome vincendo la sfida con Enrico Rossi, presidente della Regione Toscana, sostenuto da una parte del PD, sostituendo il dimissionario presidente dell'Emilia-Romagna Vasco Errani. Come suo vicepresidente è stato designato Stefano Caldoro, Presidente della Regione Campania in quota centro-destra.
Il 22 ottobre 2015 si dimette dalla carica per il giudizio dato dalla Corte dei Conti sul bilancio della Regione Piemonte; tuttavia le dimissioni sono congelate su richiesta dei colleghi presidenti.
Si ricandida per un secondo mandato alle elezioni regionali del 2019, ma si ferma al 35,8% dei voti, venendo sconfitto dal candidato del centro-destra Alberto Cirio, che riceve il 49,6% delle preferenze, e rimanendo Consigliere regionale in qualità di primo candidato Presidente non eletto. Terminata la legislatura regionale nel 2024 (anno in cui Cirio viene rieletto presidente della regione), si ritira dalla politica attiva.

## Incarichi politici

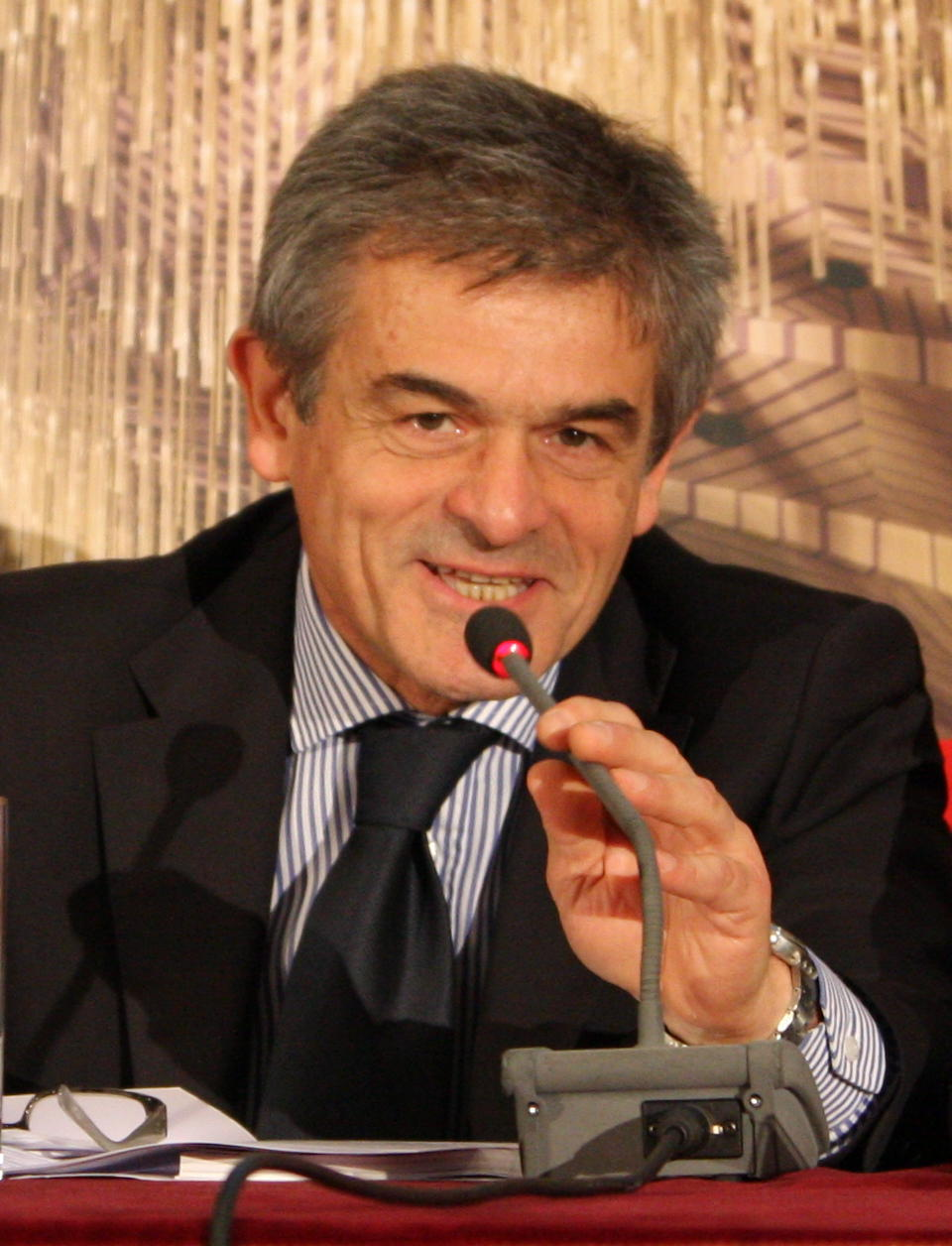
Sergio Chiamparino nel 2008

Sinossi degli incarichi politici ricoperti:
- 1975: Capogruppo del PCI al Consiglio comunale di Moncalieri
- 1982-1986: Responsabile del Dipartimento Economico del PCI di Torino
- 1986-1988: Consulente economico della delegazione PCI al Parlamento europeo
- 1989-1991: Segretario regionale della CGIL
- 1991-1995: Segretario provinciale del PDS di Torino
- 1993: Consigliere comunale di Torino
- 1996-2001: Deputato alla Camera nella XIII legislatura della Repubblica
- 2001-2011: Sindaco di Torino
- 2009-2011: Presidente dell'Associazione Nazionale Comuni Italiani
- 2014-2019: Presidente della Regione Piemonte
- 2014-2015: Presidente della Conferenza delle Regioni e delle Province Autonome
- 2019-2024: Consigliere regionale del Piemonte

## Opere
Chiamparino ha scritto vari libri, alcuni in forma di intervista, sulla sua esperienza politico-amministrativa. Fa eccezione Cordata con sindaco (2011), in cui racconta della sua passione per la montagna e l'alpinismo:
- Le ristrutturazioni industriali, in AA.VV., Problemi del movimento sindacale in Italia 1943-1973, Feltrinelli (1976)
- Municipio. Dialogo su Torino e il governo locale con Giuseppe Berta e Bruno Manghi, Marsilio editore (2002)
- La città che parla: i torinesi e il loro sindaco, Mondadori (2003)
- Semplicemente sindaco con Maurizio Crosetti, Cairo Publishing (2006)
- La sfida. Oltre il Pd per tornare a vincere. Anche al Nord, Einaudi (2010)
- Cordata con sindaco con Valter Giuliano, CDA Vivalda editore (2011)